# Norman Wanstall
Norman Wanstall (1935) é um sonoplasta estadunidense. Venceu o Oscar de melhor edição de som na edição de 1965 por Goldfinger.